# Susume! Taisen Puzzle-Dama: Tōkon! Marutama Chō
Susume! Taisen Puzzle Dama: Tōkon! Marutama Chō (進め！対戦ぱずるだま　～闘魂！まるたま町～) est un jeu vidéo de puzzle sorti en 1998 sur Nintendo 64 uniquement au Japon. Le jeu a été développé et édité par Konami.
Le jeu fait partie de la série Taisen Puzzle-Dama et Taisen Tokkae-Dama.